# Вересень 2014
Вересень 2014 — дев'ятий місяць 2014 року, що розпочався в понеділок 1 вересня та закінчився у вівторок 30 вересня.

## Події
5 вересня
- Підписано Мінський протокол[1]

14 вересня
- Збірна США з баскетболу здобула перемогу над Сербією у фіналі чемпіонату світу[2]

16 вересня
- Верховна Рада України ратифікувала Угоду про асоціацію між Україною та ЄС[3]

24 вересня
- Індійська марсіанська станція «Мангальян» вийшла на орбіту Марса[4]

28 вересня
- У Харкові повалено пам'ятник Леніну[5]

30 вересня
- MACE XVI — міжнародні військово-повітряні навчання НАТО, в яких взяли участь 14 країн.